# Множина розв'язків
У математиці множина розв'язків — це множина значень, які задовольняють заданому набору рівнянь або нерівностей.
Наприклад, для набору {\displaystyle \{f_{i}\}} многочленів над кільцем {\displaystyle R}, множина розв'язків є підмножиною {\displaystyle R} на якій всі поліноми перетворюються на нуль, формально
{\displaystyle \{x\in R:\forall i\in I,f_{i}(x)=0\}.\ }
Допустимий регіон задачі оптимізації з обмеженнями є множиною розв'язків обмежень.

## Приклади
1. Множиною розв'язків єдиного рівняння {\displaystyle x=0} є множина {0}.
2. Для будь-якого ненульового многочлена {\displaystyle f} над комплексними числами в одній змінній множина розв'язків складається зі скінченної кількості точок.
3. Однак для комплексного полінома з більш ніж однією змінною множина розв'язків не має ізольованих точок.

## Зауваження
В алгебричній геометрії множини розв'язків називають алгебричними множинами, якщо немає нерівностей. Над дійсними числами і з нерівностями їх називають напівалгебричними множинами.

## Інші значення
Загальніше, множина розв'язків для довільної колекції E відношень (Ei) (i змінюється в деякому наборі індексів I) для набору невідомих {\displaystyle {(x_{j})}_{j\in J}}, які мають набувати значень у відповідних просторах {\displaystyle {(X_{j})}_{j\in J}}, — множина S всіх розв'язків відношень E, де розв'язок {\displaystyle x^{(k)}} це сімейство значень {\textstyle {\left(x_{j}^{(k)}\right)}_{j\in J}\in \prod _{j\in J}X_{j}} таке, що підстановка {\displaystyle x^{(k)}} замість {\displaystyle {\left(x_{j}\right)}_{j\in J}} у колекції E робить усі відношення істинними.
(Замість відношень, що залежать від невідомих, правильніше говорити про предикати, колекція E є їх логічною кон'юнкцією, а множина розв'язків є оберненим відображенням булевого значення істина за допомогою пов'язаної з ним логічної функції.)
Наведене вище визначення є окремим випадком цього, якщо множину поліномів fi інтерпретувати як множину рівнянь fi(x)=0.

### Приклади
- Множиною розв'язків для E={x+y=0} при {\displaystyle (x,y)\in \mathbb {R} ^{2}} є {\displaystyle S=\{(a,-a)|a\in \mathbb {R} \}}.
- Множиною розв'язків для E = {x+y=0} при {\displaystyle x\in \mathbb {R} } є S={−y}. (Тут y не «оголошено» як невідоме, і тому його слід розглядати як параметр, від якого залежить рівняння, а отже, й множина розв'язків.)
- Множиною розв'язків для {\displaystyle E=\{{\sqrt {x}}\leqslant 4\}} при {\displaystyle x\in \mathbb {R} } є інтервал S=[0,2] (оскільки {\displaystyle {\sqrt {x}}} не визначено для від'ємних значень x).
- Множиною розв'язків для {\displaystyle E=\{e^{ix}=1\}} при {\displaystyle x\in \mathbb {C} } є {\displaystyle S=2\pi \mathbb {Z} } (див. тотожність Ейлера).